# 滋賀県立伊香高等学校
滋賀県立伊香高等学校（しがけんりつ いかこうとうがっこう）は、滋賀県長浜市木之本町木之本に所在する公立の高等学校。地元では伊香高（いかこう）の略称で親しまれている。滋賀県内で最北部に位置する高校である。

## 概要
長浜市木之本町に位置し、2025年現在、創立129年を迎える伝統校である。元々は農学校であったが、現在では普通科のみが設置されている。
硬式野球部が一時、甲子園の常連（春2回・夏3回）であったことで知られている。
柔道部は全国大会に出場することもあり強豪校として知られている。
高校の近所にはサラダパンで全国的に知られている「つるやパン」があり、昼休みになると購買でつるやパンの出来立てのパンが販売される。
小規模校であるため、生徒間や生徒と教員の距離が近く、アットホームな雰囲気が特徴。きめ細やかな学習指導、自律を促す生徒指導、手厚い進路指導を基盤としている。

## 設置学科・コース
- 普通科（定員80人）
  - 普通科は第2学年以降、コースを選択する。2025年度以降の入学生は、地域デザインコース、スポーツ健康コースが設定されている。
- 森の探究科（定員40人）
  - 「森で学ぶ」をコンセプトに、滋賀県北部の自然環境や森林資源を活用し、森林の多面的機能や再生可能エネルギー、地域文化など幅広い内容を学ぶ。滋賀県が提唱するMLGs（マザーレイクゴールズ）をベースに、持続可能な社会と琵琶湖に根ざした暮らしの創造、人と自然が共存する循環型社会の構築を考える人材育成を目指す。全国生徒募集を行う。

## 沿革
- 1948年 - 伊香農学校（1894年創立）を本校舎、木之本女学校（1900年創立）を分校舎として滋賀県立伊香高等学校設立。普通・農業両課程設置。
- 1949年 - 高等学校編成替えにより、伊香高校を廃止、滋賀県立湖北高等学校を設置し、湖北高校伊香校舎となる。
- 1951年 - 高等学校再編成により、湖北高校廃止。滋賀県立伊香高等学校を設置。普通課程（3学級）、農業課程（2学級）を設置。
- 1993年 - 学科改編により、農業技術科と生活科を廃止し、普通科8学級となる。
- 1994年 - 普通科7学級となる。
- 1997年 - 普通科6学級となる。
- 2002年 - 普通科5学級となる。
- 2006年 - 普通科4学級となる。
- 2016年 - 普通科3学級となる。
- 2022年 - 「県立高等学校魅力化推進事業　地域連携モデル事業」を採択。
- 2025年 - 森の探究科を開設する。「木之本留学」制度を開始（後述）。
- 2026年 - 「地域みらい留学」プログラムに参加し、全国からの生徒募集を開始する予定[3]。地域デザインコースを新設する予定。

## 森の探究科
2025年度から開設された全国唯一の学科。滋賀県では初の「探究科」として注目されている。

### 特色
- 地域連携: 地元の大学、企業、研究機関と連携し、地域課題の解決や地域活性化に貢献することを目指している[5]。
- 実践的な学び: 森林資源の活用、環境保全、地域創生などをテーマに、フィールドワークやPBL（Project Based Learning）を重視した実践的な学習を行っている[6]。
- 少人数教育: 生徒一人ひとりにきめ細やかな指導が行き届くよう、少人数制を採用している[7]。
- 探究活動: 生徒が自ら課題を設定し、情報を収集・分析し、解決策を導き出す探究活動を重視している[8]。

### 教育目標
森の探究科は、以下の目標を掲げている。
- 地域社会に貢献できる人材の育成
- 持続可能な社会の実現に貢献できる人材の育成
- 自ら学び、考え、行動できる自律的な人材の育成

### 具体的な授業内容
森の探究科では、ベースとなる普通科目に加え、以下の4つの学校設定科目を体系的に学習する。これらの科目は、地域に根差した実践的な学びを通じて、森林や環境、地域に対する理解を深めることを目的としている。
- 森のキホン（1年次）
  - 森林の多面的機能（生物多様性保全、土砂災害防止、水源涵養など）について幅広く学習する。
  - 森林生態系の現地調査（例：山門水源の森）、樹木観察の方法、樹木の性質や分類を学ぶ。
  - 森・川・里・湖のつながり、滋賀県の生態系と琵琶湖の関係、土壌の基礎調査などを通して、包括的な自然環境の理解を深める。
  - 日本の林業や滋賀の林業の現状、森林管理技術、森林の施業見学・体験、木材の流通・加工現場の見学なども行われる。
  - 具体的な実習として、校内での樹木の葉のスケッチや観察、しいたけの菌打ちなどが実施されている。
- 森の恵み（1年次・2年次）
  - 森林資源や空間の活用について、伝統的なものから最新の動向まで幅広く学ぶ。
  - 湖北地域の森林文化への理解を深め、森林資源の活用法を多角的に考察する。
  - 春の森の恵みを味わう山菜調理実習、獣害とジビエ利用に関する調理実習[注釈 2]、養蜂の仕事体験など、食と森林の関わりを学ぶ。
  - 木材加工・木造建築の見学や実習、草木染め実習、薬草・アロマオイル実習などを通して、森林資源の活用技術を学ぶ。
  - 「森のようちえん」実習や木育活動を通して、森林が提供する保健休養や教育的価値についても体験的に学ぶ。
  - 湖北の巨木に関する調査や巨木マップの作成、見学ツアーなど、地域に根差した文化探究も行う。
- 持続可能な社会（2年次）
  - 地球環境問題やエネルギー問題について学び、持続可能な社会の実現に向けた課題と解決策を探る。
  - 長浜市が掲げるゼロカーボンシティの取り組み、再生可能エネルギー（バイオマスエネルギー、薪・木炭利用など）について学習する。
  - 教室の省エネに向けた断熱改修ワークショップ[注釈 3]、省エネ建築の現場見学、地域のエネルギー政策に関する学習など、実践的な活動を通じて学びを深める。
  - 滋賀県が提唱するMLGs（マザーレイクゴールズ・琵琶湖を切り口とした滋賀県版SDGs）をベースに、循環型社会の構築を考える。
- 森の未来創造（3年次）
  - これまでの学習や経験に基づき、生徒自身が興味関心を持ったテーマについて、仮説や目標を立て、検証する探究活動を行う。
  - 「人が集まる森をつくろう」「森と水の関係調査」「学校で発電しよう・地域電力の循環」「森と地域のこども達」「アートとしての森」など、多様なテーマが設定される。
  - 樹種の適材適所を意識したものづくりや地域の食材を使った商品開発など、具体的なプロジェクトを通じて、課題解決能力と創造力を養う。
  - 地域の専門家と協働し、リアルな現場で実践的に学び、社会での実践も目指す。

### 設置の背景
滋賀県北部地域の豊かな自然環境と森林資源を活かし、地域創生と次世代を担う人材育成を目的として設置された。森林林業の活性化、環境教育の推進、地域産業の振興に寄与することが期待されている。

## 木之本留学
遠方から入学を希望する生徒のために、独自の寄宿制度として「木之本留学（きのもと-りゅうがく）」を設けている。これは、学校が所在する長浜市木之本町において、地域住民が主体となって下宿体制を整備し、生徒の生活と学習をサポートする取り組みである。
伊香高校は、2026年度から「地域みらい留学」プログラムに参加し、全国からの生徒募集を開始する予定であり、「木之本留学」は、この全国募集を支える重要な制度として位置づけられている。地域の方々で構成される「木之本留学サポートの会」が、下宿生の食事や生活面での支援を行い、生徒が安心して学べる環境を提供している。
この制度は、豊かな自然と地域文化に囲まれた伊香高校で学ぶ生徒が、地域とのつながりを大切にしながら、より充実した高校生活を送ることを目的としている。また、少人数教育と地域連携を重視する伊香高校の特色と相まって、生徒一人ひとりの個性と自立心を育む役割も担っている。

## 著名な出身者
- 初宿正典（憲法学者、京都大学名誉教授、京都産業大学大学院客員教授）
- 桐畑トール（タレント）
- 西村高司（元プロ野球選手）
- 高橋俊春（元プロ野球選手）
- 高森一生（元富山サンダーバーズ投手）
- 脇阪憲治（元紀州レンジャーズ投手）
- 藤高俊彦 (元社会人野球選手)
- 林勝（元高校野球監督）

## 交通アクセス
- JR西日本北陸本線木ノ本駅 徒歩10分